# A Letter to Three Wives
Az A Letter to Three Wives (egyes magyar forrásokban: Egy levél három asszonynak) 1949-ben bemutatott amerikai romantikus filmdráma Joseph L. Mankiewicz rendezésében. A produkciót három Oscar-díjra jelölték, melyből kettőt nyert meg.

## Történet
|  | Alább a cselekmény részletei következnek! |

Éppen egy hajókirándulásra és piknikre készül vinni hátrányos helyzetű gyermekeket Deborah Bishop (Jeanne Crain), Rita Phipps (Ann Sothern) és Lora Mae Hollingsway (Linda Darnell) amikor egy levelet kapnak Addie Rosstól, aki arról tájékoztatja őket, hogy megszökött az egyikük férjével. Ez mindhármukban gyanút ébreszt, és visszaemlékezés formájában betekintést nyerhetünk a házasságukba.

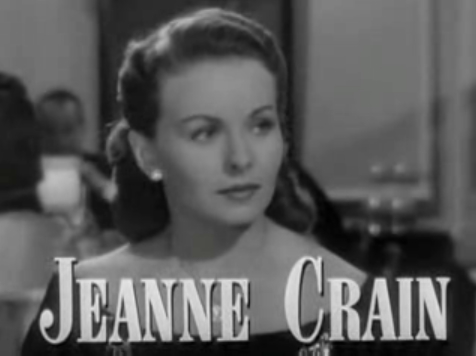

Deborah egy farmon nő fel. Első találkozása a külvilággal akkor történik amikor csatlakozik az Amerikai Haditengerészet női önkéntes kisegítő csapatához a második világháború idején, ahol találkozik jövőbeli férjével Braddel (Jeffey Lynn). Miután visszatérnek a civil életbe Deborah kényelmetlenül érzi magát a férfi felső osztálybeli köreiben, mgtudja, hogy mindenki azt várta, hogy Brad Addiet veszi feleségül.

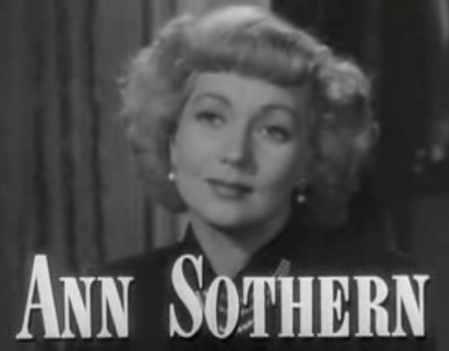

Habár viszonyt kezd ápolni Brad egyik barátjával, Ritával, aki a karrierjének élő nő, történeteket ír rádiós szappanoperák számára. Tanár férje George (Kirk Douglas) úgy érzi valamennyire tekintélyét vesztette amióta a felesége több pénzt keres nála. Az se tetszik neki, hogy feleségétől a főnöke Mrs. Manleigh (Florence Bates) állandóan

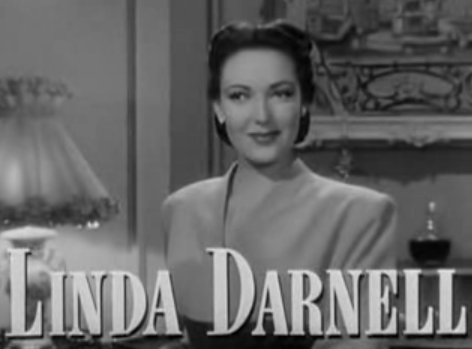

Lora Mae szegényen nőtt fel, házuk a vasúti sínek mellett van, ami állandóan megremeg egy közelében elhaladó vonattól. Porterrel (Paul Douglas) egy áruházlánc gazdag tulajdonosával kezd találkozgatni. Édesanyja Ruby Finney (Connie Gilchrist) kételkedik lánya ambícióiban, de Ruby barátnője Sadie (Thelma Ritter) - aki Bishopék cselédje is - támogatja elképzeléseit. Egy év múlva Lora Mae felfedni valós szándékait Porternek, és bevallja, hogy csak a pénzéért van vele. Amikor a férfi megtagadja, hogy feleségül vegye, Lora Mae otthagyja, hogy máshol próbálkozzon. Habár a férfi túlságosan szereti és végül mégis elveszi.
A nők visszatérnek a piknikről. Rita boldogan fedezi fel, hogy férje otthon van. Megbeszélik a problémáikat, és megígéri Georgenak, hogy nem hagyja magát Mrs. Manleigh nyomása alatt tartani.
Deborah komornyikja átad a nőnek egy üzenetet Addietől, hogy aznap este Brad nem fog hazamenni. Az összetört szívű nő egyedül megy el egy előre lebeszélt vacsorára a másik két házaspárral.
Az este folyamán Porter szóva teszi feleségének, hogy miért táncol egy másik férfivel, aki erre azt mondja, hogy férfinek fogalma sincs róla mennyire szereti. Porter viszont biztos benne, hogy Lora Mae csak egy "pénztárgépet" lát benne. Képtelen ezt tovább elviselni. Deborah indulni készül, bejelenti, hogy Brad megszökött Addievel. Porter megállítja, és bevallja neki, hogy ez nem igaz. Eredetileg ő akart megszökni Addievel, de meggondolta magát. Később azt mondja a feleségének, hogy nyugodtan elválhat tőle, és azt vihet magával amit csak akar. Meglepetésére Lora Mae hallani sem akar a dologról. Felkéri a feleségét egy táncra.
A film végén Addie Ross hangja köszön jó éjszakát, akit az egész film során csak egyszer lehetett látni, akkor is háttal.

## Szereposztás
| Színész          | Karakter             |
| ---------------- | -------------------- |
| Jeanne Crain     | Deborah Bishop       |
| Linda Darnell    | Lora Mae Hollingsway |
| Ann Sothern      | Rita Phipps          |
| Kirk Douglas     | George Phipps        |
| Jeffrey Lynn     | Brad Bishop          |
| Paul Douglas     | Porter Hollingsway   |
| Connie Gilchrist | Ruby Finney          |
| Barbara Lawrence | Georgiana Finney     |
| Florence Bates   | Mrs. Manleigh        |
| Hobart Cavanaugh | Mr. Manleigh         |
| Thelma Ritter    | Sadie                |
| Celeste Holm     | Addie Ross           |

## A film háttere
John Klemper Letter to Five Wives regényének jogait 1946 februárjában szerezte meg a 20th Century Fox, hét hónappal a megjelenése után. Melville Baker és Dorothy Bennett írták a forgatókönyv első változatát, habár a nevük a stáblistán nem szerepel. Baker ötlete volt, hogy a filmben Addie Ross karaktere csak hallható legyen, de a kamera ne mutassa. 1946 októberében F. Hugh Herbert kapott megbízást a végleges változat megírására, de a forgatókönyvét a stúdió elutasította. Még ugyanabban a hónapban megbízták Samuel G. Engelt, hogy vegye át a produkciót. Még a forgatókönyv elkészülte előtt kiválasztották szereplőnek az A Letter to Five Wivehoz - ekkor még öt feleségben gondolkodtak az eredeti regény szerint - Linda Darnellt, Gene Tierneyt, Maureen O’Harát, Dorothy McGuiret és Alice Fayet.
Nem sokkal később a projekt feledésbe merült, amíg Mankiewicz el nem kezdett dolgozni a forgatókönyv tervezetén 1948. márciusa és késő áprilisa között. Ekkor váltotta Sol C. Siegel producerként Engelt. Vera Caspary átírta a történetet négy feleségre, majd Mankiewicz az év közepén döntötte el véglegesen, hogy három feleségről fog szólni a film. 1948 júniusában ez a produkció volt a legkiemeltebb helyen, amit a 20th Century Fox finanszírozni kívánt az elkövetkező tíz hónapban. Lehetséges szereplők között kezdték emlegetni Anne Baxtert és Tyrone Powert, továbbá felmerült Joan Crawford és Ida Lupino neve is Addieként.

## Oscar-díj
Oscar-díj (1950)
- díj: legjobb rendező – Joseph L. Mankiewicz
- díj: legjobb adaptált forgatókönyv – Joseph L. Mankiewicz
- jelölés: legjobb film - 20th Century Fox

## Fordítás
- Ez a szócikk részben vagy egészben  az   A_Letter_to_Three_Wives című angol Wikipédia-szócikk fordításán alapul.  Az eredeti cikk szerkesztőit annak laptörténete sorolja fel. Ez a jelzés csupán a megfogalmazás eredetét és a szerzői jogokat jelzi, nem szolgál a cikkben szereplő információk forrásmegjelöléseként.